# San Gaspar Ixchil
San Gaspar Ixchil è un comune del Guatemala facente parte del dipartimento di Huehuetenango.
Già comune indipendente da tempo, venne annesso al comune di Colotenango nel 1935, per riacquistare la propria autonomia amministrativa il 24 ottobre 1947, separandolo da quello di Santa Eulalia.